# 6131 Towen
A 6131 Towen (ideiglenes jelöléssel 1990 OO3) a Naprendszer kisbolygóövében található aszteroida. Henry Holt fedezte fel 1990. július 27-én.